# CA Paulistano
CA Paulistano is een Braziliaanse sportclub uit de stad São Paulo. Aanvankelijk was het enkel een voetbalclub, intussen wordt er niet meer gevoetbald maar is de club wel actief in andere sporten.

## Geschiedenis

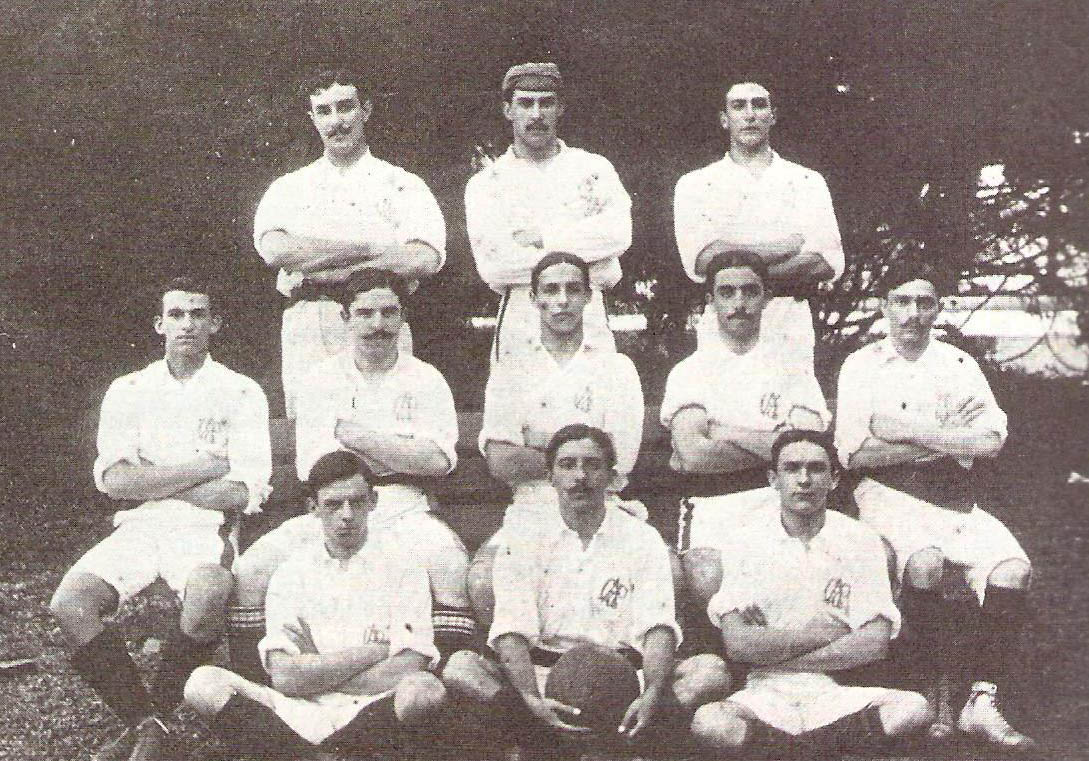
Elftal dat in 1905 kampioen werd.

De club werd op 29 december 1900 opgericht. In 1901 werd onder leiding van Charles William Miller de Liga Paulista de Foot-Ball opgericht, de eerste voetbalbond in Brazilië. Samen met nog andere clubs was Paulistano een van de medeoprichters. In 1902 ging de Campeonato Paulista van start, de eerste georganiseerde competitie van Brazilië. De eerste drie seizoenen eindigde de club telkens samen met São Paulo Athletic op de eerste plaats, maar verloor telkens de beslissende wedstrijd om de titel. In 1905 werd de club eindelijk kampioen.
In 1907 werd de Schot Jock Hamilton coach bij de club, hij is zo de eerste proftrainer van een Braziliaanse club. In 1908 en 1913 werd de club opnieuw kampioen. In 1914 vond er een splitsing plaats in het voetbal. De LPF wilde geen nieuwe clubs accepteren waarop de Associação Paulista de Esportes Atléticos (APEA) opgericht werd. Paulistano ging bij deze nieuwe bond spelen. In 1917 ging de LPF op in de APEA omdat deze competitie attractiever geworden was. Paulistano werd van 1916 tot 1919 vier keer op rij kampioen, een verwezenlijking die tot op heden nog door geen enkele andere club nagedaan werd. Arthur Friedenreich, een van de eerste Braziliaanse voetballegendes was medeverantwoordelijk voor de titels en werd ook zes keer topschutter.
In 1918 won de club de Taça Ioduran, een bekerwedstrijd tussen de kampioenen van São Paulo en Rio de Janeiro, tegen Fluminense FC en in 1920 wonnen ze ook de Copa dos Campeões Estaduais, een beker met staatskampioenen, waaraan ook de kampioen van Rio Grande do Sul deelnam.

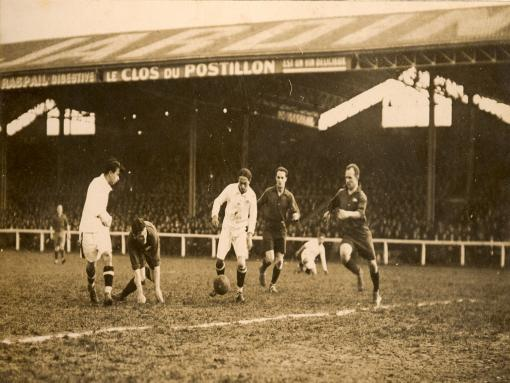
Arthur Friedenreich tegen de Franse club Stade Français in 1925.

In maart en april 1925 was Paulistano het eerste Braziliaanse team dat naar Europa reisde voor een tournee. Versterkt met speler Araken Patusca won de club negen op tien wedstrijden in Frankrijk, Zwitserland en Portugal en versloeg zelfs de nationale elftallen van deze eerste twee landen. Frankrijk werd met 7-1 verslagen en Arthur Friedenreich werd door de lokale pers uitgeroepen tot le roi du football (de koning van het voetbal). Araken werd omschreven als Le Dange (het gevaar). Een andere ster in het team was de Italo-Braziliaan Anfilogino Guarisi, die later nog met Italië het WK zou winnen.
In 1926 kwam het opnieuw tot een breuk in het voetbal van São Paulo. Vele clubs opteerden voor het profvoetbal, maar een aantal clubs weerstonden hieraan waaronder Paulistano. Onder leiding van deze club werd de amateurliga LAF opgericht. De volgende jaren werd de club nog drie keer kampioen. Echter bleef het amateurvoetbal niet leefbaar en met de ontbinding van de amateurcompetitie stopte Paulistano ook met zijn voetbalafdeling.
Enkele oud spellers zoals Friedenreich en Patusca bundelden de krachten met leden van het eveneens ter ziele gegane AA das Palmeiras. De club São Paulo FC werd opgericht en deze ging spelen in het stadion van Palmeiras en kreeg de bijnaam São Paulo da Floresta. Uit deze club ging São Paulo FC voort in 1935.

## Erelijst
Campeonato Paulista
1905, 1908, 1913, 1916, 1917, 1918, 1919, 1921, 1926, 1927, 1929
Taça Ioduran
1918
Copa dos Campeões Estaduais
1920